# Neulaa metróállomás
Neulaa egy metróállomás Bécsben a bécsi metró U1-es vonalán.

## Szomszédos állomások
A vasútállomáshoz az alábbi állomások vannak a legközelebb:
- Oberlaa
- Alaudagasse

## Átszállási kapcsolatok
| U1 (Oberlaa ↔ Leopoldau) |                        |                         |
| Állomás                  | Átszállási kapcsolatok | Fontosabb létesítmények |
| Neulaa                   | 16A, 17A, 67A, 67B     |                         |